# Jaroslava Bajerová
Jaroslava Bajerová (1. dubna 1910 Brno – 23. srpna 1995 Boskovice) byla česká a československá sportovní gymnastka, držitelka stříbrné medaile v soutěži družstev žen z LOH 1936 v Berlíně.